# Rufus Henry McDaniel
Rufus Henry McDaniel, född 29 januari 1850 i Brown County, Ohio i USA, död 13 februari 1940 i Dayton, Ohio, var en amerikansk psalmförfattare. Han prästvigdes vid 23 års ålder.

## Sånger
- Vilken härlig förändring svensk titel efter 1:a-raden av psalmen What a wonderful change in my life. Med i Frälsningsarméns sångbok 1990 som nr 525. Refrängens inledning Since Jesus came into my heart är den amerikanska titel.